# Coccothrinax
Coccothrinax je velký rod palem, zahrnující asi 50 druhů. Převážná většina druhů roste na Karibských ostrovech, zejména na Kubě. V malé míře je rozšířen i na Floridě, v Mexiku a Kolumbii. Jsou to malé až středně vysoké palmy s vějířovitými listy a svěšenými květenstvími. Kmen některých zástupců je pokryt síťovitými vlákny. Plody jsou purpurově černé, kulovité. Některé druhy jsou v tropech a subtropech pěstovány jako okrasné palmy.

## Popis
Zástupci rodu Coccothrinax jsou malé až středně vysoké, jednodomé palmy s přímými, poměrně útlými, solitérními nebo řidčeji vícečetnými kmeny. Kmen je zprvu pokrytý vláknitými listovými pochvami, později pravidelnou vláknitou sítí, vláknitou masou nebo tuhými ostny. Ve stáří může být kmen holý, hladký nebo rozbrázděný. Listy jsou dlanité, induplikátní, asi do poloviny rozčleněné na úzké, kopinaté, na špici zpravidla dvouklané segmenty. Řapík je u většiny druhů dlouhý a tenký, bez ostnů, na bázi nerozštěpený. Hastula je na líci listu vyvinutá, výrazná, trojúhelníkovitá nebo zaokrouhlená.
Květenství jsou větvená do 2. řádu, vyrůstají mezi bázemi listů a jsou sehnutá dolů. Květy jsou oboupohlavné, krátce stopkaté, v rámci květenství jednotlivé. Okvětí je miskovité, zakončené 5 až 9 krátkými laloky. Tyčinek je obvykle 9, případně 6 až 13, a mají tenké ploché nitky. Gyneceum je tvořené jediným plodolistem a obsahuje jediné vajíčko. Na vrcholu nese dlouhou čnělku zakončenou miskovitou, ze stran smáčknutou bliznou. Plody jsou kulovité, hladké, za zralosti většinou purpurově černé, výjimečně růžové nebo i bílé. Na vrcholu mají zbytky vytrvalé čnělky. Mezokarp je tenký nebo poněkud dužnatý.

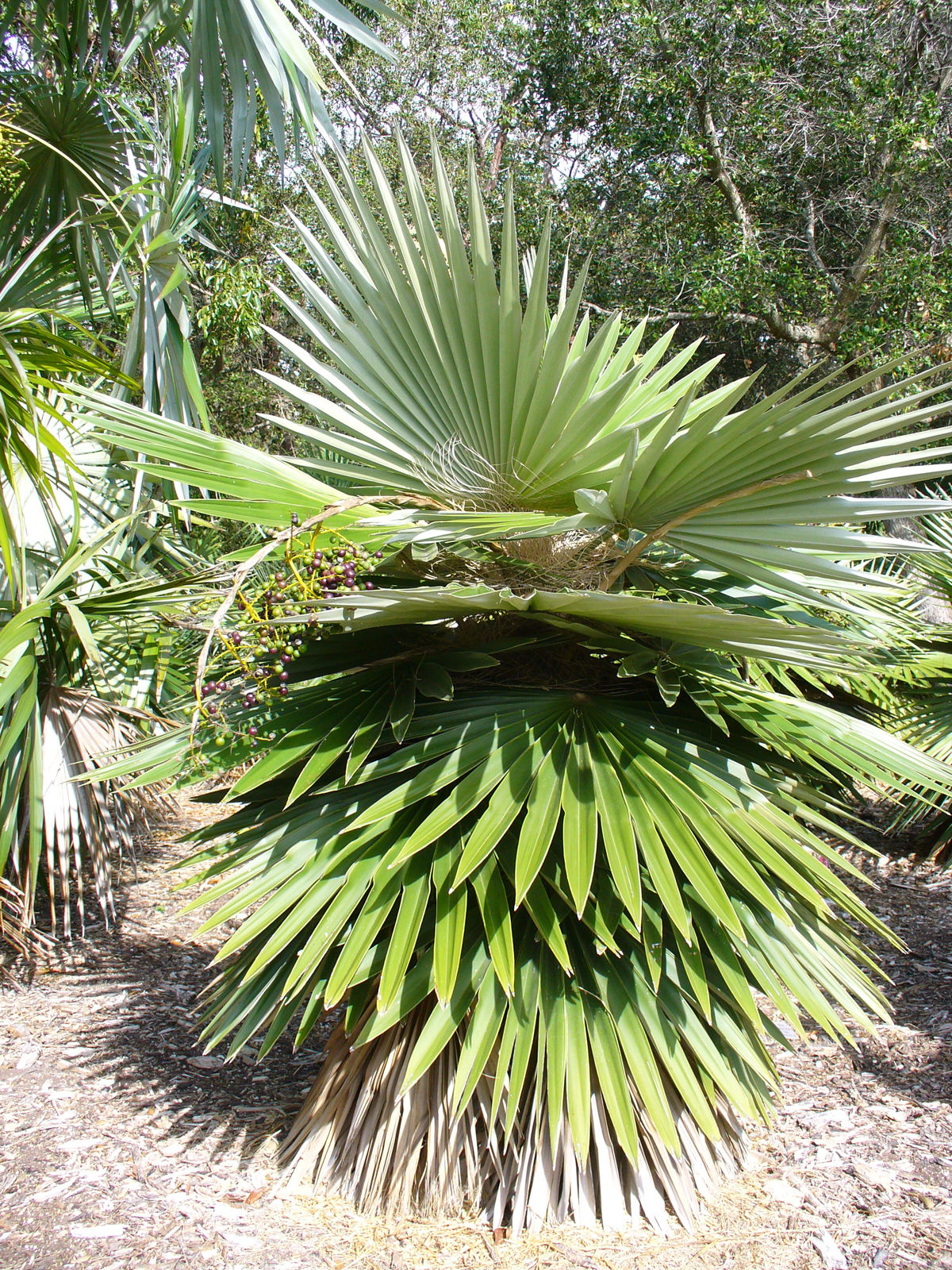
Coccothrinax borhidiana s krátce řapíkatými listy
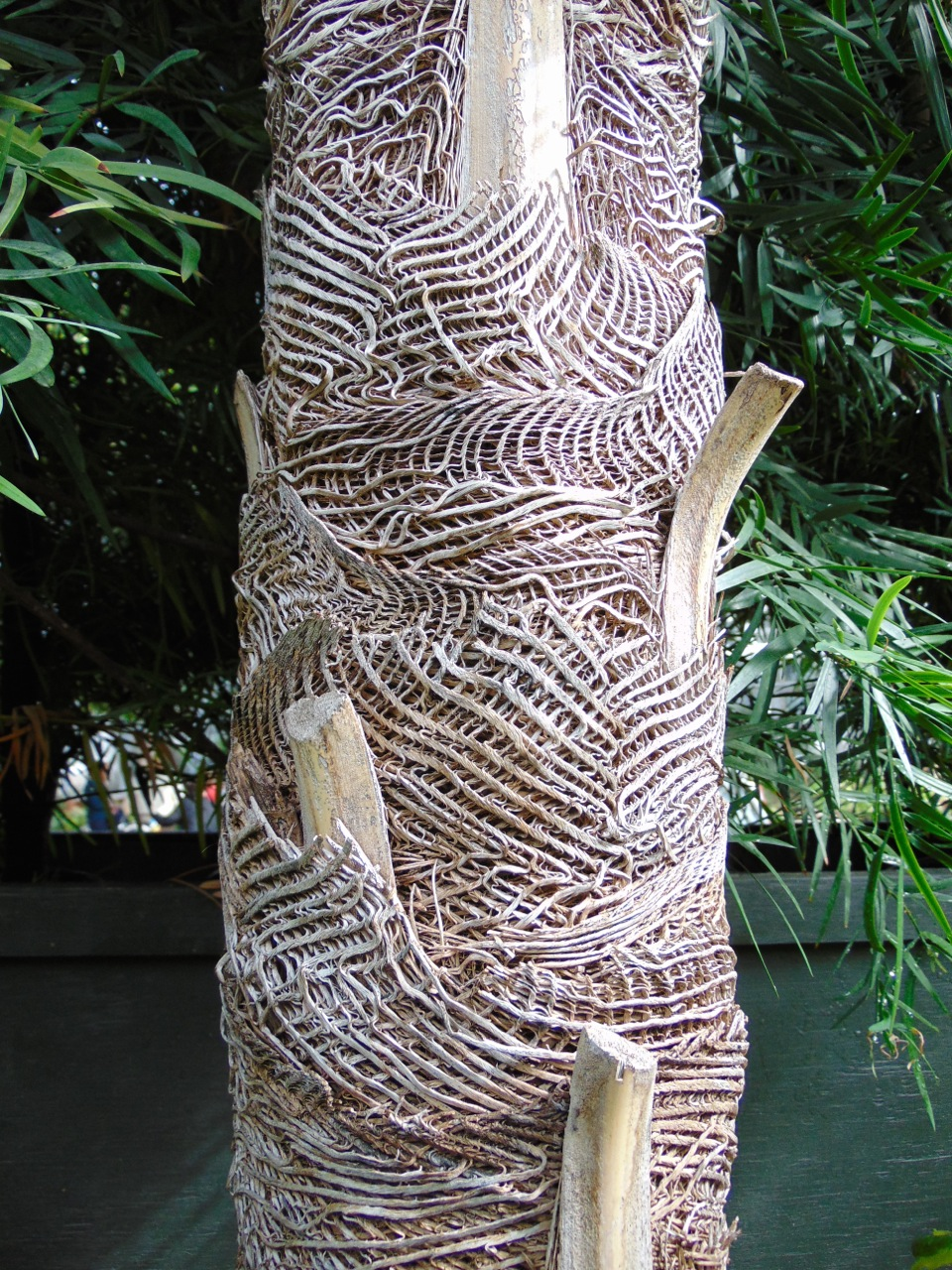
Kmen Coccothrinax miraguama
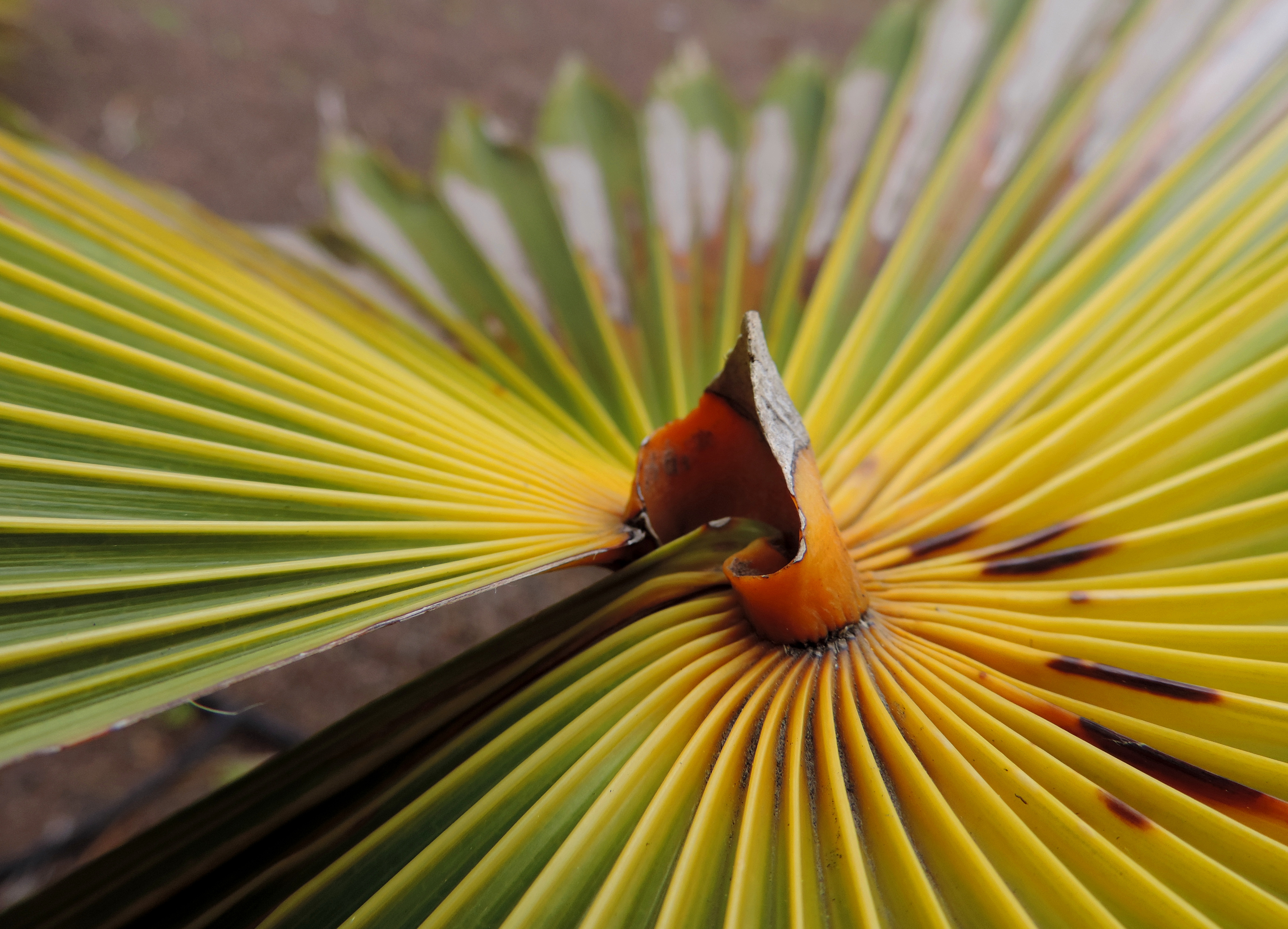
Hastula na listu Coccothrinax argentea

## Rozšíření
Rod Coccothrinax zahrnuje asi 50 druhů. Je rozšířen s výjimkou 2 druhů výhradně na Karibských ostrovech. Druh Coccothrinax argentata roste také na Floridě a v Kolumbii. Coccothrinax readii je endemit mexického Yucatánu. Největší počet druhů, celkem 34, se vyskytuje na Kubě.
Palmy rodu Coccothrinax jsou svým výskytem omezeny na skalnatá stanoviště na vápencových nebo hadcových podkladech. Často rostou na suchých a exponovaných stanovištích, někdy i v údolích nebo na pobřeží.

## Ekologické interakce
Květy těchto palem jsou opylovány větrem.
Plody C. argentata jsou na Floridě jednou z hlavních složek potravy jelence mangrovového (Odocoileus virginianus clavium).

## Taxonomie
Rod Coccothrinax je v rámci systému palem řazen do podčeledi Coryphoideae a tribu Cryosophileae. Příbuzenské vztahy k ostatním zástupcům tohoto tribu nejsou dosud dořešeny. Od příbuzného rodu Thrinax se liší zejména černě zbarvenými plody (Thrinax má plody bílé).

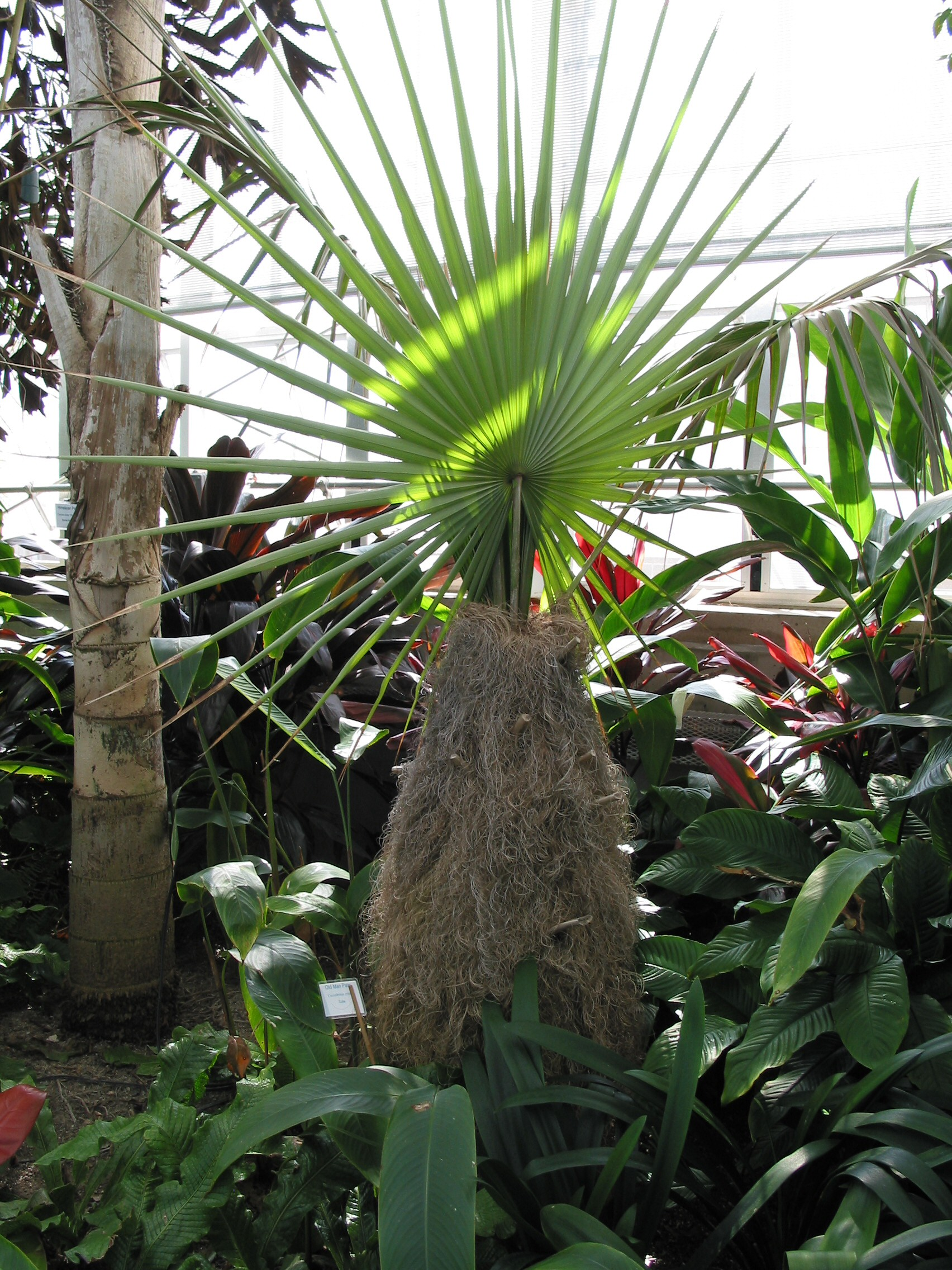
Coccothrinax crinita ve skleníku botanické zahrady

## Význam
Různé druhy jsou pěstovány v tropech a subtropech jako okrasné palmy. Vyžadují slunné stanoviště a dobře propustnou půdu. Některé druhy je možno pěstovat i na mořském pobřeží podobně jako kokosovník. Velmi pěkným, avšak v kultuře vzácným druhem je C. crinita, vyznačující se dlouze a hustě vláknitým kmenem. Kmen C. miraguama je pokryt ozdobnými síťovitými vlákny. Z dalších druhů se pěstuje zejména C. argentea, C. argentata a C. barbadensis.